# 張福来
張 福来（ちょう ふくらい）は中華民国の軍人。北京政府、直隷派に属した。字は子衡、子恒。

## 事績
天津武備学堂で学んだ後、曹錕の部隊に加わり、北洋第3鎮で隊官や管帯を歴任した。1917年（民国6年）、第3師第6旅旅長に昇進し、陸軍少将銜を授与された。1920年（民国9年）7月の安直戦争を経て、第24師師長に昇進し、1921年（民国10年）に陸軍中将銜の地位を得た。
1922年（民国11年）10月、北京へ戻された馮玉祥の後任で河南督理軍務善後事宜を兼任。河南は、馮が撃破する前は趙倜率いる毅軍が辛亥革命以来勢力を築いていたが、張は呉佩孚の指示でこれを3個旅4個団に縮小、また部隊長にも馬志敏ら非毅軍出身者を充てるなど、毅軍の切り崩しを行った。1923年（民国12年）7月、景威将軍の位を授与された。
1924年（民国13年）9月の第2次奉直戦争で張福来は討奉援軍総司令をつとめた。しかし、直隷派は奉天派に敗北し、呉佩孚に従って湖北省へ逃れた。1925年（民国14年）の呉の再起にも随従したが、張は直接の軍事指揮権を与えられることはなかった。結局呉は再び敗北して四川省に逃れている。張福来は、同年中に漢口で病没した。享年55。